# Greg Kelser
Gregory "Greg" Kelser (nacido el 17 de septiembre de 1957 en Panama City, Florida) es un exjugador de baloncesto estadounidense que disputó seis temporadas en la NBA. Con 2,00 metros de altura, jugaba en la posición de alero. Fue campeón universitario con los Michigan State Spartans en 1979.

## Trayectoria deportiva

### Universidad
Jugó durante cuatro temporadas con los Spartans de la Universidad Estatal de Míchigan. En su año júnior (el que sería el del debut en la universidad de Earvin "Magic" Johnson y Jay Vincent), su equipo consiguió ganar el título de la Big Ten Conference, y plantarse en la Fase Final de la NCAA, donde cayeron derrotados por 49-52 ante los finalmente campeones, la Universidad de Kentucky en las finales regionales. Al año siguiente se tomarían la revancha, logrando el primer título de la NCAA para los Spartans, derrotando en la final a la Universidad de Indiana State, liderados por Larry Bird, por 75-64.
Kelser es el único jugador de Michigan State en conseguir al final de su carrera universitaria más de 2.000 puntos y 1.000 rebotes. En su última temporada fue incluido en el tercer equipo All-American. En sus cuatro temporadas promedió 17,5 puntos y 9,5 rebotes por partido.

### Profesional
Fue elegido en la cuarta posición de la primera ronda del Draft de la NBA de 1979 por Detroit Pistons. Su primera temporada fue su mejor en la liga, promediando 14,2 puntos y 5,5 rebotes por partido. Las lesiones hicieron mella en él, perdiéndose gran parte de la temporada siguiente. Mediada la temporada 1981-82 fue traspasado a Seattle Supersonics a cambio de Vinnie "microondas" Johnson, donde no encontró demasiado apoyo por parte de su entrenador, Lenny Wilkens, relegándolo al banquillo.
En la temporada 1983-84 es traspasado a San Diego Clippers, donde vuelve a tener más minutos de juego, promediando 11 puntos y 4,9 rebotes. Pero al año siguiente es enviado a Indiana Pacers, donde solamente jugaría 10 partidos antes de retirarse. En el total de su carrera profesional promedió 9,7 puntos y 4,6 rebotes por partido.

#### Estadísticas

##### Temporada regular
| Temporada | Edad | Equipo              | Liga | P   | TIT | MIN  | TC  | TCA  | %TC  | 3P  | 3PA | %3P  | TL  | TLA | %TL  | R.OF. | R.DEF. | REB | ASIS | ROB | TAP | PER | FP  | PTS  |
| 1979-80   | 22   | Detroit Pistons     | NBA  | 50  |     | 24.7 | 5.6 | 11.9 | .472 | 0.1 | 0.3 | .200 | 2.9 | 4.1 | .719 | 2.5   | 3.0    | 5.5 | 2.2  | 1.2 | 0.7 | 2.8 | 3.5 | 14.2 |
| 1980-81   | 23   | Detroit Pistons     | NBA  | 25  |     | 26.2 | 4.8 | 11.4 | .421 | 0.0 | 0.1 | .000 | 2.7 | 4.2 | .642 | 2.1   | 2.7    | 4.8 | 1.8  | 1.4 | 1.2 | 3.1 | 3.6 | 12.3 |
| 1981-82   | 24   | TOTAL               | NBA  | 60  |     | 12.4 | 1.9 | 4.5  | .428 | 0.0 | 0.1 | .000 | 1.8 | 2.7 | .656 | 1.3   | 1.9    | 3.2 | 1.0  | 0.3 | 0.4 | 1.4 | 2.2 | 5.6  |
| 1981-82   | 24   | Detroit Pistons     | NBA  | 11  |     | 16.6 | 3.2 | 7.8  | .407 | 0.0 | 0.3 | .000 | 2.5 | 3.7 | .659 | 1.2   | 2.4    | 3.5 | 1.1  | 0.5 | 0.6 | 2.0 | 2.9 | 8.8  |
| 1981-82   | 24   | Seattle SuperSonics | NBA  | 49  |     | 11.4 | 1.7 | 3.8  | .438 | 0.0 | 0.0 |      | 1.6 | 2.4 | .655 | 1.4   | 1.8    | 3.1 | 0.9  | 0.3 | 0.3 | 1.3 | 2.0 | 4.9  |
| 1982-83   | 25   | Seattle SuperSonics | NBA  | 80  | 9   | 18.8 | 3.1 | 5.6  | .549 | 0.0 | 0.0 | .000 | 2.2 | 3.2 | .673 | 2.0   | 3.1    | 5.0 | 1.2  | 0.7 | 0.4 | 1.9 | 3.0 | 8.3  |
| 1983-84   | 26   | San Diego Clippers  | NBA  | 80  | 21  | 22.3 | 3.9 | 7.5  | .519 | 0.0 | 0.1 | .333 | 3.1 | 4.5 | .702 | 2.4   | 2.5    | 4.9 | 1.1  | 0.9 | 0.4 | 2.4 | 3.1 | 11.0 |
| 1984-85   | 27   | Indiana Pacers      | NBA  | 10  | 0   | 11.4 | 2.1 | 5.3  | .396 | 0.0 | 0.1 | .000 | 2.0 | 2.8 | .714 | 0.6   | 1.3    | 1.9 | 1.3  | 0.7 | 0.0 | 1.2 | 1.6 | 6.2  |
| Total     |      |                     | NBA  | 305 | 30  | 19.8 | 3.6 | 7.4  | .486 | 0.0 | 0.1 | .167 | 2.5 | 3.6 | .686 | 2.0   | 2.6    | 4.6 | 1.3  | 0.8 | 0.5 | 2.2 | 3.0 | 9.7  |

##### Playoffs
| Temporada | Edad | Equipo              | Liga | P | MIN | TCA | TC | 3PA | 3P | TLA | TL | R.OF. | REB | ASIS | ROB | TAP | PER | FP | PTS | %TC  | %3P | %FT   | MIN | PTS | REB | AST |
| 1981-82   | 24   | Seattle SuperSonics | NBA  | 3 | 6   | 0   | 2  | 0   | 0  | 4   | 4  | 1     | 3   | 1    | 0   | 0   | 2   | 2  | 4   | .000 |     | 1.000 | 2.0 | 1.3 | 1.0 | 0.3 |
| 1982-83   | 25   | Seattle SuperSonics | NBA  | 2 | 19  | 2   | 5  | 0   | 0  | 0   | 0  | 3     | 6   | 1    | 1   | 0   | 0   | 4  | 4   | .400 |     |       | 9.5 | 2.0 | 3.0 | 0.5 |
| Total     |      |                     | NBA  | 5 | 25  | 2   | 7  | 0   | 0  | 4   | 4  | 4     | 9   | 2    | 1   | 0   | 2   | 6  | 8   | .286 |     | 1.000 | 5.0 | 1.6 | 1.8 | 0.4 |